# مايك لويل
مايك لويل (بالإنجليزية: Mike Lowell) هو لاعب كرة قاعدة أمريكي، ولد في 24 فبراير 1974 في سان خوان في الولايات المتحدة.

## وصلات خارجية
- مايك لويل على موقع دوري كرة القاعدة الرئيسي (الإنجليزية)
- مايك لويل على موقعبيزبول رفرنس.كوم (الدوري الرئيسي) (الإنجليزية)
- مايك لويل على موقعبيزبول رفرنس.كوم (الدوري الثانوي) (الإنجليزية)
- مايك لويل على موقع إي إس بي إن.كوم (أم.أل.بي) (الإنجليزية)
- مايك لويل على موقع مشجعي الرسوم البيانية (الإنجليزية)
- مايك لويل على موقع إن إن دي بي (الإنجليزية)